# Jerome Kaino

a Compétitions nationales et continentales officielles uniquement.

b Matchs officiels uniquement.
Dernière mise à jour le 26 juin 2021.
Jerome Kaino, né le 6 avril 1983 à Tutuila dans les Samoa américaines, est un joueur puis entraîneur néo-zélandais de rugby à XV. Il évolue au poste de troisième ligne aile.
International néo-zélandais depuis 2006, Jerome Kaino fait partie de l'équipe des All Blacks qui remporte les éditions 2011 et 2015 de la coupe du monde. Il remporte le championnat de France en 2019 et 2021 et la Coupe d'Europe en 2021 avec le Stade toulousain.

## Biographie

### Jeunesse et formation
Jerome Kaino naît le 6 avril 1983 à Tutuila, l'île principale des Samoa américaines. Il est le troisième d'une famille de six enfants. En 1987, sa famille déménage à Auckland en 1987 et Kaino commence à jouer au rugby à XIII avec les Papakura Sea Eagles. Il se tourne vers le rugby à XV au lycée, simplement car il voulait jouer avec ses amis.
Avec John Afoa, lui aussi futur All Blacks qu'il connaît depuis l'âge de 12 ans, il s'inscrit au Saint Kentigern College fréquenté par deux autres futurs All Blacks, Joe Rokocoko et Kieran Read qui sont ses coéquipiers.
À l'origine, en raison de sa vitesse, il évolue comme trois-quarts centre ou arrière avant de progressivement glisser vers la troisième ligne .
Après avoir contribué au succès de la Nouvelle-Zélande au Championnat du monde des moins de 21 ans en 2004, Jerome Kaino est élu Joueur International des moins de 21 ans de l'IRB de cette même année.

### Première partie de carrière en Nouvelle-Zélande (2004-2012)
Après des performances très prometteuses et remarquées chez les jeunes, Jerome Kaino fait ses débuts professionnels en 2004 dans le National Provincial Championship, avec la province d'Auckland. Il est ensuite retenu dans l'effectif des Blues pour jouer la saison 2004 du Super 12.
En fin d'année, il est sélectionné avec l'équipe de Nouvelle-Zélande pour la tournée de fin de saison. Le 4 décembre il joue pour la première fois en équipe nationale, contre les Barbarians, et dispute toute la rencontre, marquant un essai dans une victoire 47-19. Néanmoins, après cette sélection non officielle, parce que ne comptant pas pour un test-match, il attend près de deux ans avant de connaître une seconde cape.
En 2006, il n'est pas retenu pour disputer le Super 12 avec les Blues mais est rappelé après que le flanker Angus MacDonald se soit blessé aux ligaments croisés. Néanmoins, il se blesse à l'épaule et ne dispute que les quatre derniers matchs de la saison. Durant l'été de cette même année, il fait enfin ses débuts sous le maillot des All Blacks et connaît ses deux premières capes à l'occasion de deux matchs amicaux face à l'Irlande.
L'année suivante, il est le seul avant néo-zélandais à disputer tous les matchs de la saison régulière du Super 14.

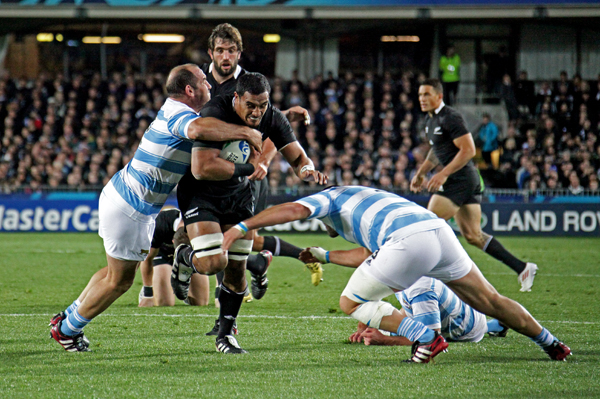
Jerome Kaino plaqué par Mario Ledesma lors de la coupe du monde 2011.

En sélection nationale, Kaino doit attendre le départ de Jerry Collins en Europe, pour prétendre au poste de troisième ligne aile côté fermé. Il s'impose progressivement à ce poste à partir de 2008. Malgré la concurrence d'Adam Thomson, il forme avec Richie McCaw et Kieran Read la troisième ligne des All Blacks lors des victoires dans les Tri nations 2008 et 2010 et lors de la Coupe du monde de rugby à XV 2011. Kaino se révèle comme l'un des meilleurs joueurs de cette compétition, étant nommé pour le titre de joueur de l'année par l'IRB. Il est désigné meilleur joueur néo-zélandais de l'année 2011. Le troisième ligne kiwi a été le joueur le plus utilisé au cours du Mondial 2011.

### Court passage au Japon (2012-2014)
À la suite de la Coupe du monde, alors qu'il était très convoité par les équipes européennes, Jerome Kaino s'engage avec le club japonais des Toyota Verblitz. Il est le seul joueur de l'équipe victorieuse des All Blacks à quitter le pays pour jouer à l'étranger à ce moment-là, acceptant de jouer dans ce championnat pour des raisons financières et pour la qualité de vie dans ce nouveau pays,. Il est recruté pour apporter son expérience afin de faire progresser l'équipe et améliorer sa façon de jouer. Alors qu'il est l'un des meilleurs joueurs du monde arrivant dans un championnat d'un plus faible niveau, il est cependant surpris par la vitesse de jeu et a mis du temps à s'y adapter en perdant du poids et en travaillant sa vitesse. Il a dû perdre huit kilos lors de son séjour au Japon.
Il joue son premier match dans le championnat japonais durant la saison 2012-2013, le 19 octobre 2012, contre les Kintetsu Liners. Il entre en jeu en seconde période et son équipe l'emporte 18 à 10. Il joue au total sept matchs lors de sa première saison en Asie et son équipe termine à la cinquième place du championnat,. La saison suivante, il joue onze rencontres pour un essai marqué, puis son contrat prend fin,.

### Retour en Nouvelle-Zélande (2014-2018)
Après un court passage de deux ans au Japon, Jerome Kaino fait son retour en Nouvelle-Zélande, aux Blues, avant la reprise de la saison 2014 de Super Rugby.
Cette même année il fait également son retour en sélection nationale. Il est dans un premier temps sélectionné pour la tournée d'été de trois matchs face à l'Angleterre. Il joue tous ces matchs que les All Blacks remportent. Il est ensuite convoqué pour le Rugby Championship 2014. Malgré une défaite 27-25 face à l'Afrique du Sud, la première depuis presque deux ans pour les néo-zélandais, ils remportent tout de même la compétition pour la troisième fois consécutive,.
Il est retenu dans le groupe de la Nouvelle-Zélande pour participer à la Coupe du Monde 2015 se disputant en Angleterre,. Il dispute la finale au stade de Twickenham face à l'Australie en étant titulaire au poste de troisième ligne aile, son équipe s'impose 34-17 et devient championne du monde pour la seconde fois consécutive.
En 2016, il est sélectionné en équipe nationale pour le Rugby Championship, que son pays remporte en gagnant toutes ses confrontations,. De plus, la Nouvelle-Zélande égalise le record de matchs remportés d'affilée toutes compétitions confondues avec dix-sept succès lors de la dernière journée où elle bat largement l'Afrique du Sud 57 à 15, chez elle à Durban.

### Fin de carrière au Stade toulousain (2018-2021)
Le 1er mars 2018, le président du Stade toulousain, Didier Lacroix, annonce qu'il est officiellement un joueur du Stade la saison 2018-2019. Après un bon début de saison et la blessure de Julien Marchand dans le Tournoi des Six Nations 2019, il est nommé capitaine du Stade toulousain à la place du jeune talonneur. À l'issue de la saison, il est élu meilleur troisième ligne centre de la saison de Top 14 par les internautes du site www.rugbyrama.fr.

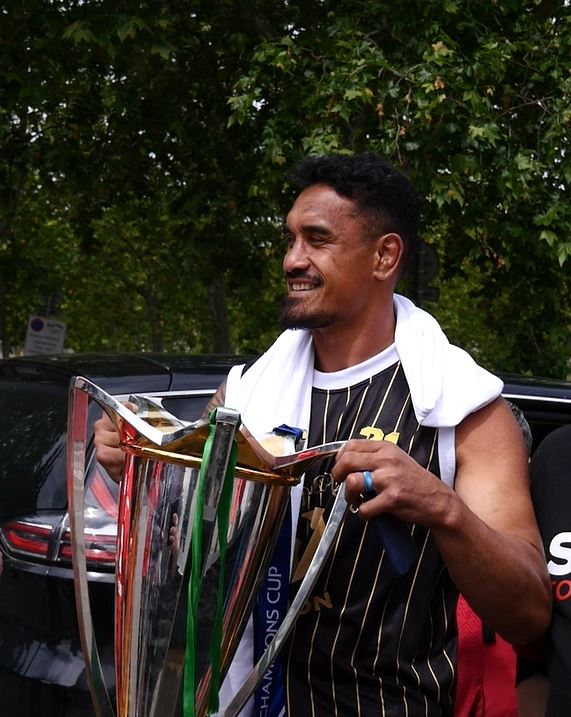
Jerome Kaino et le trophée de la Champions Cup au lendemain de la finale de la Coupe d'Europe 2020-2021.

Le 21 décembre 2020, Jerome Kaino annonce qu'il prend sa retraite à l'issue de la saison 2020-2021,. Durant cet ultime exercice, il réalise le doublé championnat de France - Coupe d'Europe avec le Stade toulousain. Après avoir définitivement raccroché les crampons, il intègre le staff de l'équipe espoir du club.

## Statistiques

### En équipe nationale
Jerome Kaino remporte la Coupe du monde de rugby à XV 2011, compétition où il dispute sept rencontres, inscrivant quatre essais, puis l'édition 2015 où il joue sept matchs et inscrit deux essais.
Après avoir remporté deux éditions du Tri-nations, en 2008 et 2010, il remporte en 2014 le Rugby Championship, compétition qui succède au Tri-nations, puis de nouveau en 2016. Il dispute 30 rencontres dans ces deux compétitions, où il participe à six éditions, dont 29 en tant que titulaire. Il inscrit deux essais.
Avec les Kiwis, il dispute successivement deux Coupe du monde en 2011 puis en 2015. Il participe à sept éditions du Tri-nations/Rugby Championship en 2008, 2009, 2010, 2011, 2014, 2015 et 2016.
Au 25 septembre 2024, Jerome Kaino compte 81 sélections sous le maillot des All Blacks, pour un total de 60 points, 12 essais.

## Palmarès

### En club
- Vainqueur du National Provincial Championship en 2005 et 2007 avec Auckland.
- Vainqueur du Championnat de France en 2019 et 2021 avec le Stade toulousain.
- Vainqueur de la Coupe d'Europe en 2021 avec le Stade toulousain.

### En équipe nationale
- Vainqueur de la Coupe des nations du Pacifique en 2007.
- Vainqueur du Tri-nations/Rugby Championship en 2008, 2010, 2014 et 2016.
- Vainqueur de la Coupe du monde en 2011 et 2015.

### Distinctions personnelles
- Élu meilleur joueur -21 ans en 2004.
- Nuit du rugby 2019 : élu Prix du fair-play pour la saison 2018-2019 (pour avoir laissé Julien Marchand soulever le Bouclier de Brennus lors de la finale alors qu'il portait lui-même le brassard lors du match).